# Musiejówka
Musiejówka – kolonia w Polsce położona w województwie lubelskim, w powiecie bialskim, w gminie Rossosz
| SIMC    | Nazwa    | Rodzaj    |
| ------- | -------- | --------- |
| 1022529 | Zabitnik | część wsi |

Wieś wzięła swoją nazwę od nazwiska „Musiejuk”.
Dawniej część wsi Kozły. 1867–1905 w gminie Żelizna, 1905–1929 w gminie Przegaliny, 1929–1954 w gminie Komarówka Podlaska w powiecie radzyńskim. W latach 1954–1957 w gromadzie Kozły, po jej zniesieniu w gromadzie Łomazy. Od 1957 w powiecie bialskim. Od 1973 w gminie Łomazy. W latach 1975–1998 miejscowość administracyjnie należała do województwa bialskopodlaskiego. 1 stycznia 1984 odłączona od Kozłów i włączona do nowo utworzonej gminy Rossosz.
Kolonia Musiejówka jest sołectwem w gminie Rossosz. Według Narodowego Spisu Powszechnego z roku 2011 liczyła 108 mieszkańców i była najmniejszą miejscowością gminy Rossosz.
Wierni Kościoła rzymskokatolickiego należą do parafii Świętych Apostołów Piotra i Pawła w Łomazach.